# Sweet's Hortus Britannicus
Sweet's Hortus Britannicus, (abreviado como Hort. Brit. (Sweet)), é um livro com ilustrações e descrições botânicas que foi escrito pelo botânico, horticultor e pteridólogo inglês Robert Sweet. Foi publicado em Londres em três edições nos anos 1826-1839.

## Publicação
- 1ª edição: 1826 Sweet's Hortus Britannicus: or a catalogue of plants cultivated in the gardens of Great Britain, arranged in natural orders ... / by Robert Sweet. London
- 2ª edição: 1830 Sweet's Hortus Britannicus: or, A catalogue of all the plants indigenous or cultivated in the gardens of Great Britain. Edition: 2d ed. London
- 3ª edição: 1839 Sweet's Hortus Britannicus: or, a catalogue of all the plants indigenous or cultivated in the gardens of Great Britain, arranged according to the natural system / by Robert Sweet. 3d. ed., greatly enl. and improved. Ed. by George Don, F. L. S. London